# Salticus confusus
Salticus confusus är en spindelart som beskrevs av Lucas 1846. Salticus confusus ingår i släktet Salticus och familjen hoppspindlar. Inga underarter finns listade i Catalogue of Life.